# Кабуа, Имата
Имата Джабро Кабуа (англ. Imata Jabro Kabua, 20 мая 1943, атолл Кваджелейн — 18 сентября 2019, Гонолулу) — политик Маршалловых Островов, президент Маршалловых Островов с 14 января 1997 по 10 января 2000. Был избран президентом после смерти первого президента страны Аматы Кабуа, который приходился ему двоюродным братом.
Образование получил в Гарварде, докторскую диссертацию защитил в Массачусетском технологическом институте. Окончил Стэнфордский университет со степенью в юриспруденции.